# Epigonichthys maldivensis
Epigonichthys maldivensis är en ryggsträngsdjursart som först beskrevs av Foster Cooper 1903.  Epigonichthys maldivensis ingår i släktet Epigonichthys och familjen Branchiostomatidae. Inga underarter finns listade i Catalogue of Life.